# Kay Lee Ray
Kayleigh Rae (Paisley, 11 de agosto de 1992) é uma lutadora profissional escocesa que trabalha atualmente para a WWE, onde atua na marca SmackDown sob o nome de ringue Alba Fyre. Ela foi por uma ocasião campeã de duplas femininas da WWE como parte do The Unholy Union com Isla Dawn. Ela já lutou sob o nome de ringue Kay Lee Ray (uma versão ajustada de seu nome real).

## Carreira na luta livre profissional

### Circuito independente (2009–2019)
Rae fez sua estréia no wrestling profissional como Kay Lee Ray no SWA Battlezone em 30 de maio de 2009, perdendo um Battlezone Rumble para determinar o desafiante número um para o Campeonato Escocês de Pesos Pesados da NWA. Em 9 de agosto de 2014, Ray derrotou Martin Kirby para ganhar o Campeonato Speed King da SWE. Em 28 de fevereiro de 2015, ela derrotou Candice LeRae, Nixon Newell e Saraya Knight para ganhar o Campeonato Queen of Southside da SWE. Em 24 de outubro de 2015, Ray perdeu o campeonato para Newell em uma luta de duplas onde Jimmy Havoc, parceiro de duplas de Newell, defendeu seu Campeonato Speed King contra El Ligero, parceiro de duplas de Ray. Em 27 de dezembro de 2015, ela foi derrotada por Ligero em uma partida Loser Leaves Southside. Em 7 de agosto de 2016, Ray ganhou o Campeonato Queen of Southside em uma partida three-way contra Alex Windsor e Jade, um título que ela perdeu dois meses depois para Melina. Em 16 de junho de 2017, no WCPW Built to Destroy, Ray venceu o Campeonato Feminino da WCPW de Viper, que substituiu Bea Priestley na luta.

### Insane Championship Wrestling (2011–presente)
Ray fez sua estreia no Insane Championship Wrestling no The Notorious I.C.W. em 6 de fevereiro de 2011, derrotando Carmel.[7] Em Luke... Quem é você? em 4 de maio de 2013, ela derrotou Viper em uma final de torneio para ganhar o Fierce Females Championship, sua primeira vitória no campeonato.[8] Em 27 de julho de 2014 no Shug's Hoose Party, Ray e Stevie Boy desafiaram sem sucesso o vago ICW Tag Team Championship em uma luta que foi vencida por BT Gunn e Chris Renfrew.[9] Em 29 de maio de 2015, ela perdeu o Fierce Females Championship, agora chamado Scottish Women's Championship, para Viper em um 20-Woman Rumble, terminando o reinado de Ray em 755 dias.[10] Em 15 de novembro de 2015, Ray enfrentou Nikki Storm e Viper em uma luta de três vias pelo Campeonato Feminino inaugural da ICW, uma luta que foi vencida por Viper.[11] Em 20 de novembro de 2016, Ray ganhou o Campeonato Feminino da ICW ao derrotar Viper e a campeã Carmel Jacob em uma luta de três vias no Fear & Loathing IX.[12] Em 29 de julho de 2017 no Shug's Hoose Party IV, Ray perdeu o Campeonato Feminino da ICW para Kasey Owens em 37 segundos.[13] Ela ganhou de volta nas gravações de 1º de outubro do Fight Club.[14] Ela perdeu o título no mês seguinte para Owens no Fear & Loathing X em 19 de novembro em uma luta de gaiola de aço de três vias também envolvendo Viper.[15] No Fear and Loathing XI em 2 de dezembro de 2018, Ray ganhou o Campeonato Feminino de Viper em uma luta Queen of Insanity.[16]

### WWE

#### Estreia na WWE e Mae Young Classic (2015, 2017)
Ray fez sua estreia na WWE nas gravações do NXT em 8 de outubro de 2015, perdendo para Nia Jax. Ela iria competir na WWE novamente em 2017 como um dos 32 competidores no inaugural Mae Young Classic, onde ela perdeu para Princesa Sugehit na primeira rodada em 13 de julho. Na noite seguinte, ela competiu em uma luta de duplas de seis mulheres como parte do evento WWE Mae Young Classic – Road To The Finals, onde ela se juntou a Jazzy Gabert e Tessa Blanchard para derrotar Marti Belle, Santana Garrett e Sarah Logan.

#### NXT (2021–presente)
Em 22 de agosto de 2021 no NXT Takeover 36. Ray fez sua estreia pelo NXT na conclusão da luta pelo Campeonato Feminino do NXT entre Raquel González e Dakota Kai. No episódio de 23 de novembro do NXT, Ray distraiu Mandy Rose durante sua luta contra Cora Jade, fazendo com que Rose perdesse a luta. Mais tarde naquela noite, ela se juntou à equipe de Io Shirai no NXT WarGames, aparentemente tornando face pela primeira vez em sua carreira. Na WarGames, sua equipe foi vitoriosa; durante a partida, ela brincou com seu time quando se aproximou de uma ferida Cora Jade com um bastão de kendo apenas para se virar e atacar Kai. No episódio de 7 de dezembro do NXT, Kay Lee Ray apareceu em um segmento de bastidores ao lado de Cora Jade e Raquel González, elogiando o desempenho de Jade no WarGames e presenteando Jade com seu taco de beisebol, concretizando seu face turn. No episódio de 8 de fevereiro do NXT, Ray não conseguiu vencer o Campeonato Feminino do NXT de Mandy Rose devido à interferência de Toxic Attraction. Ray e Shirai mais tarde venceriam a Dusty Cup Feminina de 2022 e no Stand & Deliver, Ray não conseguiu vencer o NXT Women's Championship de uma forma fatal envolvendo Shirai, Cora Jade e a campeã Mandy Rose. No episódio de 26 de abril do NXT, Ray revelou seu novo nome de ringue Alba Fyre.

## Vida pessoal
Em julho de 2021, Rae se casou com seu namorado de mais de treze anos, o lutador profissional Stephen Kerr, mais conhecido por seu nome de ringue Stevie Boy Xavier.

## Títulos e prêmios
- What Culture Pro Wrestling/Defiant Wrestling
  - Defiant Women's Championship (1 vez)[a]
- Insane Championship Wrestling
  - Fierce Females/Scottish Women's Championship (1 vez)[b]
  - ICW Women's Championship (3 vezes)
  - Queen of Insanity (2019)[11][12]
- Pro-Wrestling: EVE
  - Pro-Wrestling: EVE Championship (1 vez)[13]
- Pro Wrestling Illustrated
  - PWI a colocou na #18ª posição das 100 melhores lutadoras individuais no PWI Women's 100 em 2020[14]
  - PWI a colocou na #17ª posição das 150 melhores lutadoras individuais no PWI Women's 150 em 2021[15]
  - PWI a colocou na #53ª posição das 100 melhores duplas no PWI Tag Team 100 em 2022 – com Isla Dawn[16]
- Shimmer Women Athletes
  - Torneio ChickFight (2015)
- Southside Wrestling Entertainment
  - Queen of Southside Championship (3 vezes)
  - SWE Speed King Championship (1 vez)
- World of Sport Wrestling
  - WOS Women's Championship (1 vez)
- World Wonder Ring Stardom
  - Prêmio 5★Star GP (1 vez)
    - Prêmio 5★Star GP de Mais Técnica (2016)[17]
- WWE
  - Campeonato de Duplas Femininas da WWE (1 vez) – com Isla Dawn[18]
  - Campeonato Feminino do NXT UK (1 vez)[19]
  - Campeonato de Duplas Femininas do NXT (1 vez, final) - com Isla Dawn[20]
  - Dusty Rhodes Tag Team Classic Feminino (2022) – com Io Shirai[21][22]
  - WWE a colocou na #48ª posição na lista das 50 maiores Superstars femininas da WWE de todos os tempos (2021)[23]